# Pilchowo (powiat Policki)
Pilchowo (Duits: Polchow) is een dorp in de Poolse woiwodschap West-Pommeren. De plaats maakt deel uit van de gemeente Police (Powiat Policki).

## Foto's

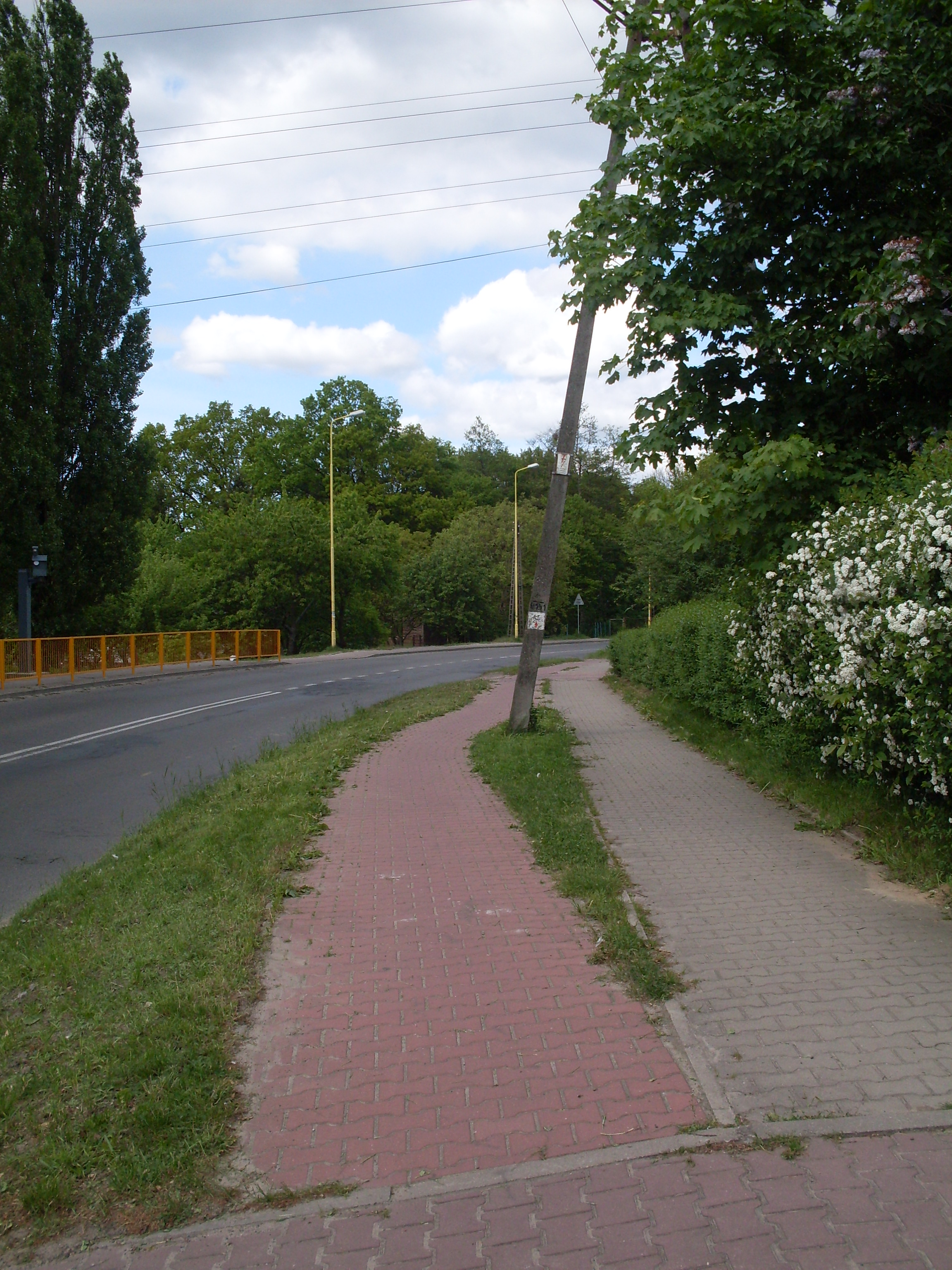
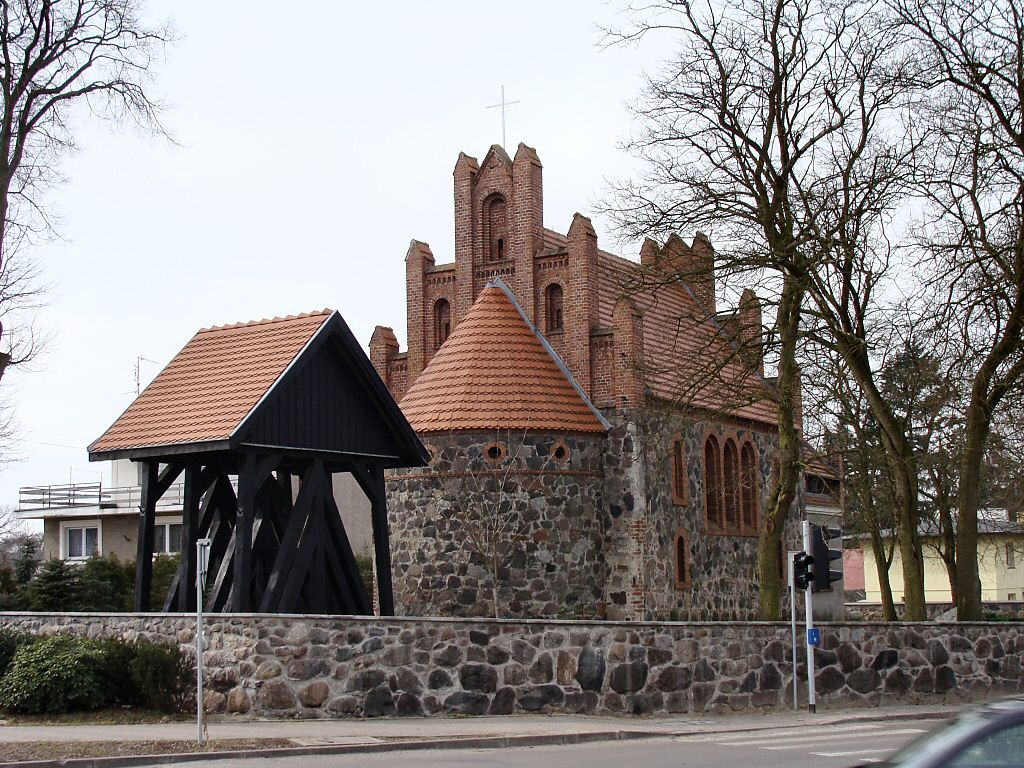